# Temporada da WTA de 2013
A temporada da WTA de 2013 foi o circuito feminino das tenistas profissionais de elite para o ano em questão. A Associação de Tênis Feminino (WTA) organiza a maioria dos eventos – os WTA Premier Mandatory, WTA Premier 5, WTA Premier, WTA International e os de fim de temporada e os de fim de temporada (WTA Championships e Torneio das Campeãs), enquanto que a Federação Internacional de Tênis (ITF) tem os torneios do Grand Slam, a Fed Cup e a Copa Hopman.

## Calendário

### Países
| Torneios | País(es) | País(es) |
| -------- | --- | --- |
| 10       | Estados Unidos | Estados Unidos |
| 5        | Austrália | Austrália |
| 3        | China · França · Grã-Bretanha | China · França · Grã-Bretanha                                                                                                 |
| 2        | Alemanha · Áustria · Canadá | Itália · Japão · México |
| 1        | Azerbaijão · Bélgica · Brasil · Bulgária · Catar · Colômbia · Coreia do Sul · Emirados Árabes Unidos · Espanha · Hungria · Luxemburgo | Malásia · Marrocos · Nova Zelândia · Países Baixos · Polónia · Portugal · Rússia · Suécia · Tailândia · Turquia · Uzbequistão |

### Mudanças
- Torneio(s):
  - Debutantes: Florianópolis, Katowice, Nuremberg e Shenzhen;
  - Extintos: Barcelona, Copenhague e Dallas;
  - Transferido: Fez para Marraquexe;
  - Piso: Madri (saibro azul para o vermelho);
  - Nome e referência: Estoril Open (Estoril) para Portugal Open (Oeiras);
  - Data: depois do Australian Open, em vez da Fed Cup, acontecem Paris e Pattaya. A primeira data do torneio de nações da ITF acontece na semana seguinte a estes.

- Movimentações de rotina:
  - Cidade: Montreal para Toronto (troca anual entre ATP e WTA);
  - Sai: Tênis nos Jogos Olímpicos.

### Mês a mês

#### Legenda
Abaixo estão exemplos, com explicações usando o elemento dica de contexto. Basta passar o cursor sobre cada linha pontilhada para lê-las.
| Semana de                   | Torneio                                                                                        | Campeã(s)(o/ões)            | Vice-campeã(s)(o/ões)     | Resultado            |
| --------------------------- | ---------------------------------------------------------------------------------------------- | --------------------------- | ------------------------- | -------------------- |
| 16 de janeiro 23 de janeiro | Australian Open · Melbourne, Austrália · Grand Slam · A$ 12.176.550 – duro – 128S•96Q•64D•32DM | jogador(a) 1                | jogador(a) 2              | 7–61, 4–6, 7–6(10–6) |
| 16 de janeiro 23 de janeiro | Australian Open · Melbourne, Austrália · Grand Slam · A$ 12.176.550 – duro – 128S•96Q•64D•32DM | jogador(a) 3 · jogador(a) 4 | jogador(a) 5 jogador(a) 6 | 4–6, 6–4, [11–9]     |
| 16 de janeiro 23 de janeiro | Australian Open · Melbourne, Austrália · Grand Slam · A$ 12.176.550 – duro – 128S•96Q•64D•32DM | jogadora 7 jogador 8        | jogadora 9 jogador 10     | 6–2, 4–6, [10–3]     |

| Casos excepcionais | Premiação               | Grand Slam | Grand Slam | Grand Slam |
| Casos excepcionais | Premiação               | Variável   |            |            |
| Casos excepcionais | Número de participantes | QD         | E          |            |
| Casos excepcionais | Ordenação dos torneios  |            |            |            |

| Ícones | Clicável      |                                        |                                           |
| Ícones | Clicável      | edição do torneio                      |                                           |
| Ícones | Não-clicáveis |                                        | primeiro título conquistado na modalidade |
| Ícones | Não-clicáveis | o(a) jogador(a)/país defendeu o título |                                           |

#### Janeiro
| Semana de                   | Torneio                                                                                                  | Campeã(s)(o/ões)                                      | Vice-campeã(s)(o/ões)                  | Resultado        |
| --------------------------- | --- | ----------------------------------------------------- | -------------------------------------- | ---------------- |
| 31 de dezembro              | Brisbane International Brisbane, Austrália WTA Premier US$ 1.000.000 – duro – 30S•32Q•16D                | Serena Williams                                       | Anastasia Pavlyuchenkova               | 6–2, 6–1         |
| 31 de dezembro              | Brisbane International Brisbane, Austrália WTA Premier US$ 1.000.000 – duro – 30S•32Q•16D                | Bethanie Mattek-Sands Sania Mirza                     | Anna-Lena Grönefeld Květa Peschke      | 4–6, 6–4, [10–7] |
| 31 de dezembro              | ASB Classic Auckland, Nova Zelândia WTA International US$ 235.000 – duro – 32S•30Q•15D                   | Agnieszka Radwańska                                   | Yanina Wickmayer                       | 6–4, 6–4         |
| 31 de dezembro              | ASB Classic Auckland, Nova Zelândia WTA International US$ 235.000 – duro – 32S•30Q•15D                   | Cara Black Anastasia Rodionova                        | Julia Görges Yaroslava Shvedova        | 2–6, 6–2, [10–5] |
| 31 de dezembro              | Shenzhen Longgang Gemdale Open Shenzhen, China WTA International US$ 500.000 – duro – 32S•16Q•16D        | Li Na                                                 | Klára Zakopalová                       | 6–3, 1–6, 7–5    |
| 31 de dezembro              | Shenzhen Longgang Gemdale Open Shenzhen, China WTA International US$ 500.000 – duro – 32S•16Q•16D        | Chan Hao-ching · Chan Yung-jan                        | Irina Buryachok Valeria Solovyeva      | 6–0, 7–5         |
| 31 de dezembro              | Hyundai Hopman Cup Perth, Austrália Competição de curta duração entre países – mista duro (coberto) – 8E | Espanha · Anabel Medina Garrigues · Fernando Verdasco | Sérvia · Ana Ivanović · Novak Djokovic | 2–1              |
| 7 de janeiro                | Apia International Sydney Sydney, Austrália WTA Premier US$ 690.000 – duro – 30S•48Q•16D                 | Agnieszka Radwańska                                   | Dominika Cibulková                     | 6–0, 6–0         |
| 7 de janeiro                | Apia International Sydney Sydney, Austrália WTA Premier US$ 690.000 – duro – 30S•48Q•16D                 | Nadia Petrova · Katarina Srebotnik                    | Sara Errani Roberta Vinci              | 6–3, 6–4         |
| 7 de janeiro                | Moorilla Hobart International Hobart, Austrália WTA International US$ 235.000 – duro – 32S•30Q•15D       | Elena Vesnina                                         | Mona Barthel                           | 6–3, 6–4         |
| 7 de janeiro                | Moorilla Hobart International Hobart, Austrália WTA International US$ 235.000 – duro – 32S•30Q•15D       | Garbiñe Muguruza · María Teresa Torró Flor            | Tímea Babos Mandy Minella              | 6–3, 7–65        |
| 14 de janeiro 21 de janeiro | Australian Open Melbourne, Austrália Grand Slam A$ 14.101.720 – duro – 128S•96Q•64D•32DM                 | Victoria Azarenka                                     | Li Na                                  | 4–6, 6–4, 6–3    |
| 14 de janeiro 21 de janeiro | Australian Open Melbourne, Austrália Grand Slam A$ 14.101.720 – duro – 128S•96Q•64D•32DM                 | Sara Errani Roberta Vinci                             | Ashleigh Barty Casey Dellacqua         | 6–2, 3–6, 6–2    |
| 14 de janeiro 21 de janeiro | Australian Open Melbourne, Austrália Grand Slam A$ 14.101.720 – duro – 128S•96Q•64D•32DM                 | Jarmila Gajdošová · Matthew Ebden                     | Lucie Hradecká František Čermák        | 6–3, 7–5         |
| 28 de janeiro               | Open GDF Suez Paris, França WTA Premier US$ 690.000 – duro (coberto) – 28S•32Q•16D                       | Mona Barthel                                          | Sara Errani                            | 7–5, 7–64        |
| 28 de janeiro               | Open GDF Suez Paris, França WTA Premier US$ 690.000 – duro (coberto) – 28S•32Q•16D                       | Sara Errani Roberta Vinci                             | Andrea Hlaváčková Liezel Huber         | 6–1, 6–1         |
| 28 de janeiro               | PTT Pattaya Open Pattaya, Tailândia WTA International US$ 235.000 – duro – 32S•16Q•16D                   | Maria Kirilenko                                       | Sabine Lisicki                         | 5–7, 6–1, 7–61   |
| 28 de janeiro               | PTT Pattaya Open Pattaya, Tailândia WTA International US$ 235.000 – duro – 32S•16Q•16D                   | Kimiko Date-Krumm · Casey Dellacqua                   | Akgul Amanmuradova Alexandra Panova    | 6–3, 6–2         |

#### Fevereiro
| Semana de       | Torneio | Campeã(s)                                        | Vice-campeã(s)                                | Resultado           |
| --------------- | --- | ------------------------------------------------ | --------------------------------------------- | ------------------- |
| 4 de fevereiro  | Fed Cup: primeira fase Ostrava, República Tcheca – duro (coberto) Rimini, Itália – saibro (coberto) Moscou, Rússia – duro (coberto) Niš, Sérvia – duro (coberto) Competição de longa duração entre países – 8E | · República Checa · Itália · Rússia · Eslováquia | · Austrália · Estados Unidos · Japão · Sérvia | 4–0 3–2 3–2         |
| 11 de fevereiro | Qatar Total Open Doha, Catar WTA Premier 5 US$ 2.369.000 – duro – 56S•32Q•28D | Victoria Azarenka                                | Serena Williams                               | 7–66, 2–6, 6–3      |
| 11 de fevereiro | Qatar Total Open Doha, Catar WTA Premier 5 US$ 2.369.000 – duro – 56S•32Q•28D | Sara Errani Roberta Vinci                        | Nadia Petrova Katarina Srebotnik              | 2–6, 6–3, [10–6]    |
| 18 de fevereiro | Dubai Duty Free Tennis Championships Dubai, Emirados Árabes Unidos WTA Premier US$ 2.000.000 – duro – 28S•32Q•16D                                                                                              | Petra Kvitová                                    | Sara Errani                                   | 6–2, 1–6, 6–1       |
| 18 de fevereiro | Dubai Duty Free Tennis Championships Dubai, Emirados Árabes Unidos WTA Premier US$ 2.000.000 – duro – 28S•32Q•16D                                                                                              | Bethanie Mattek-Sands Sania Mirza                | Nadia Petrova Katarina Srebotnik              | 6–4, 2–6, [10–7]    |
| 18 de fevereiro | Copa Claro Colsanitas Bogotá, Colômbia WTA International US$ 235.000 – saibro – 32S•32Q•16D | Jelena Janković                                  | Paula Ormaechea                               | 6–1, 6–2            |
| 18 de fevereiro | Copa Claro Colsanitas Bogotá, Colômbia WTA International US$ 235.000 – saibro – 32S•32Q•16D | Tímea Babos · Mandy Minella                      | Eva Birnerová Alexandra Panova                | 6–4, 6–3            |
| 18 de fevereiro | US National Indoor Tennis Championships Memphis, Estados Unidos WTA International US$ 235.000 – duro (coberto) – 32S•16Q•16D                                                                                   | Marina Erakovic                                  | Sabine Lisicki                                | 6–1, ab.            |
| 18 de fevereiro | US National Indoor Tennis Championships Memphis, Estados Unidos WTA International US$ 235.000 – duro (coberto) – 32S•16Q•16D                                                                                   | Kristina Mladenovic Galina Voskoboeva            | Sofia Arvidsson Johanna Larsson               | 7–65, 6–3           |
| 25 de fevereiro | Abierto Mexicano Telcel Acapulco, México WTA International US$ 235.000 – saibro – 32S•32Q•16D | Sara Errani                                      | Carla Suárez Navarro                          | 6–0, 6–4            |
| 25 de fevereiro | Abierto Mexicano Telcel Acapulco, México WTA International US$ 235.000 – saibro – 32S•32Q•16D | Lourdes Domínguez Lino Arantxa Parra Santonja    | Catalina Castaño Mariana Duque Mariño         | 6–4, 7–61           |
| 25 de fevereiro | Brasil Tennis Cup Florianópolis, Brasil WTA International US$ 235.000 – duro – 32S•21Q•16D | Monica Niculescu                                 | Olga Puchkova                                 | 6–2, 4–6, 6–4       |
| 25 de fevereiro | Brasil Tennis Cup Florianópolis, Brasil WTA International US$ 235.000 – duro – 32S•21Q•16D | Anabel Medina Garrigues Yaroslava Shvedova       | Anne Keothavong Valeria Savinykh              | 6–0, 6–4            |
| 25 de fevereiro | BMW Malaysian Open Kuala Lumpur, Malásia WTA International US$ 235.000 – duro – 32S•24Q•16D | Karolína Plíšková                                | Bethanie Mattek-Sands                         | 1–6, 7–5, 6–3       |
| 25 de fevereiro | BMW Malaysian Open Kuala Lumpur, Malásia WTA International US$ 235.000 – duro – 32S•24Q•16D | Shuko Aoyama · Chang Kai-chen                    | Janette Husárová Zhang Shuai                  | 46–7, 7–64, [14–12] |

#### Março
| Semana de               | Torneio                                                                                                | Campeã(s)                          | Vice-campeã(s)                   | Resultado        |
| ----------------------- | --- | ---------------------------------- | -------------------------------- | ---------------- |
| 4 de março 11 de março  | BNP Paribas Open Indian Wells, Estados Unidos WTA Premier Mandatory US$ 5.185.625 – duro – 96S•48Q•32D | Maria Sharapova                    | Caroline Wozniacki               | 6–2, 6–2         |
| 4 de março 11 de março  | BNP Paribas Open Indian Wells, Estados Unidos WTA Premier Mandatory US$ 5.185.625 – duro – 96S•48Q•32D | Ekaterina Makarova Elena Vesnina   | Nadia Petrova Katarina Srebotnik | 6–0, 5–7, [10–6] |
| 18 de março 25 de março | Sony Open Tennis Miami, Estados Unidos WTA Premier Mandatory US$ 5.185.625 – duro – 96S•48Q•32D        | Serena Williams                    | Maria Sharapova                  | 4–6, 6–3, 6–0    |
| 18 de março 25 de março | Sony Open Tennis Miami, Estados Unidos WTA Premier Mandatory US$ 5.185.625 – duro – 96S•48Q•32D        | Nadia Petrova · Katarina Srebotnik | Lisa Raymond Laura Robson        | 6–1, 7–62        |

#### Abril
| Semana de   | Torneio | Campeã(s)                                  | Vice-campeã(s)                    | Resultado     |
| ----------- | --- | ------------------------------------------ | --------------------------------- | ------------- |
| 1º de abril | Family Circle Cup Charleston, Estados Unidos WTA Premier US$ 795.707 – saibro (verde) – 56S•32Q•16D                        | Serena Williams                            | Jelena Janković                   | 3–6, 6–0, 6–2 |
| 1º de abril | Family Circle Cup Charleston, Estados Unidos WTA Premier US$ 795.707 – saibro (verde) – 56S•32Q•16D                        | Kristina Mladenovic · Lucie Šafářová       | Andrea Hlaváčková Liezel Huber    | 6–3, 7–66     |
| 1º de abril | Abierto Monterrey Monterrey, México WTA International US$ 235.000 – duro – 32S•32Q•16D                                     | Anastasia Pavlyuchenkova                   | Angelique Kerber                  | 4–6, 6–2, 6–4 |
| 1º de abril | Abierto Monterrey Monterrey, México WTA International US$ 235.000 – duro – 32S•32Q•16D                                     | Tímea Babos Kimiko Date-Krumm              | Eva Birnerová Tamarine Tanasugarn | 6–1, 6–4      |
| 8 de abril  | BNP Paribas Katowice Open Katowice, Polônia WTA International US$ 235.000 – saibro (coberto) – 32S•32Q•16D                 | Roberta Vinci                              | Petra Kvitová                     | 7–62, 6–1     |
| 8 de abril  | BNP Paribas Katowice Open Katowice, Polônia WTA International US$ 235.000 – saibro (coberto) – 32S•32Q•16D                 | Lara Arruabarrena · Lourdes Domínguez Lino | Raluca Olaru Valeria Solovyeva    | 6–4, 7–5      |
| 15 de abril | Fed Cup: semifinais Palermo, Itália – saibro Moscou, Rússia – duro (coberto) Competição de longa duração entre países – 8E | · Itália · Rússia                          | · República Checa · Eslováquia    | 3–1 3–2       |
| 22 de abril | Porsche Tennis Grand Prix Stuttgart, Alemanha WTA Premier US$ 795.707 – saibro (coberto) – 28S•32Q•16D                     | Maria Sharapova                            | Li Na                             | 6–4, 6–3      |
| 22 de abril | Porsche Tennis Grand Prix Stuttgart, Alemanha WTA Premier US$ 795.707 – saibro (coberto) – 28S•32Q•16D                     | Mona Barthel · Sabine Lisicki              | Bethanie Mattek-Sands Sania Mirza | 6–4, 7–5      |
| 22 de abril | Grand Prix de SAR La Princesse Lalla Meryem Marraquexe, Marrocos WTA International US$ 235.000 – saibro – 32S•32Q•16D      | Francesca Schiavone                        | Lourdes Domínguez Lino            | 6–1, 6–3      |
| 22 de abril | Grand Prix de SAR La Princesse Lalla Meryem Marraquexe, Marrocos WTA International US$ 235.000 – saibro – 32S•32Q•16D      | Tímea Babos Mandy Minella                  | Petra Martić Kristina Mladenovic  | 6–3, 6–1      |
| 29 de abril | Portugal Open Oeiras, Portugal WTA International US$ 235.000 – saibro – 32S•32Q•16D                                        | Anastasia Pavlyuchenkova                   | Carla Suárez Navarro              | 7–5, 6–2      |
| 29 de abril | Portugal Open Oeiras, Portugal WTA International US$ 235.000 – saibro – 32S•32Q•16D                                        | Chan Hao-ching Kristina Mladenovic         | Darija Jurak Katalin Marosi       | 7–63, 6–2     |

#### Maio
| Semana de             | Torneio                                                                                               | Campeã(s)(o/ões)                        | Vice-campeã(s)(o/ões)             | Resultado         |
| --------------------- | --- | --------------------------------------- | --------------------------------- | ----------------- |
| 6 de maio             | Mutua Madrid Open Madri, Espanha WTA Premier Mandatory € 4.033.254 – saibro – 64S•32Q•28D             | Serena Williams                         | Maria Sharapova                   | 6–1, 6–4          |
| 6 de maio             | Mutua Madrid Open Madri, Espanha WTA Premier Mandatory € 4.033.254 – saibro – 64S•32Q•28D             | Anastasia Pavlyuchenkova Lucie Šafářová | Cara Black Marina Erakovic        | 6–2, 6–4          |
| 13 de maio            | Internazionali BNL d'Italia Roma, Itália WTA Premier 5 US$ 2.369.000 – saibro – 56S•32Q•28D           | Serena Williams                         | Victoria Azarenka                 | 6–1, 6–3          |
| 13 de maio            | Internazionali BNL d'Italia Roma, Itália WTA Premier 5 US$ 2.369.000 – saibro – 56S•32Q•28D           | Hsieh Su-wei Peng Shuai                 | Sara Errani Roberta Vinci         | 4–6, 6–3, [10–8]  |
| 20 de maio            | Brussels Open Bruxelas, Bélgica WTA Premier US$ 690.000 – saibro – 30S•32Q•16D                        | Kaia Kanepi                             | Peng Shuai                        | 6–2, 7–5          |
| 20 de maio            | Brussels Open Bruxelas, Bélgica WTA Premier US$ 690.000 – saibro – 30S•32Q•16D                        | Anna-Lena Grönefeld Květa Peschke       | Gabriela Dabrowski Shahar Pe'er   | 6–0, 6–3          |
| 20 de maio            | Internationaux de Strasbourg Estrasburgo, França WTA International US$ 235.000 – saibro – 32S•32Q•16D | Alizé Cornet                            | Lucie Hradecká                    | 7–64, 6–0         |
| 20 de maio            | Internationaux de Strasbourg Estrasburgo, França WTA International US$ 235.000 – saibro – 32S•32Q•16D | Kimiko Date-Krumm Chanelle Scheepers    | Cara Black Marina Erakovic        | 6–4, 3–6, [14–12] |
| 27 de maio 3 de junho | Torneio de Roland Garros Paris, França Grand Slam € 10.359.000 – saibro – 128S•96Q•64D•32DM           | Serena Williams                         | Maria Sharapova                   | 6–4, 6–4          |
| 27 de maio 3 de junho | Torneio de Roland Garros Paris, França Grand Slam € 10.359.000 – saibro – 128S•96Q•64D•32DM           | Ekaterina Makarova Elena Vesnina        | Sara Errani Roberta Vinci         | 7–5, 6–2          |
| 27 de maio 3 de junho | Torneio de Roland Garros Paris, França Grand Slam € 10.359.000 – saibro – 128S•96Q•64D•32DM           | Lucie Hradecká · František Čermák       | Kristina Mladenovic Daniel Nestor | 1–6, 6–4, [10–5]  |

#### Junho
| Semana de               | Torneio                                                                                              | Campeã(s)(o/ões)                           | Vice-campeã(s)(o/ões)                     | Resultado         |
| ----------------------- | --- | ------------------------------------------ | ----------------------------------------- | ----------------- |
| 10 de junho             | Aegon Classic Birmingham, Reino Unido WTA International US$ 235.000 – grama – 56S•32Q•16D            | Daniela Hantuchová                         | Donna Vekić                               | 7–65, 6–4         |
| 10 de junho             | Aegon Classic Birmingham, Reino Unido WTA International US$ 235.000 – grama – 56S•32Q•16D            | Ashleigh Barty · Casey Dellacqua           | Cara Black Marina Erakovic                | 7–5, 6–4          |
| 10 de junho             | Nürnberger Versicherungscup Nuremberg, Alemanha WTA International US$ 235.000 – saibro – 32S•32Q•16D | Simona Halep                               | Andrea Petkovic                           | 6–3, 6–3          |
| 10 de junho             | Nürnberger Versicherungscup Nuremberg, Alemanha WTA International US$ 235.000 – saibro – 32S•32Q•16D | Raluca Olaru Valeria Solovyeva             | Anna-Lena Grönefeld Květa Peschke         | 2–6, 7–63, [11–9] |
| 17 de junho             | Aegon International Eastbourne, Reino Unido WTA Premier US$ 690.000 – grama – 32S•32Q•16D            | Elena Vesnina                              | Jamie Hampton                             | 6–2, 6–1          |
| 17 de junho             | Aegon International Eastbourne, Reino Unido WTA Premier US$ 690.000 – grama – 32S•32Q•16D            | Nadia Petrova Katarina Srebotnik           | Monica Niculescu Klára Zakopalová         | 6–3, 6–3          |
| 17 de junho             | Topshelf Open 's-Hertogenbosch, Países Baixos WTA International US$ 235.000 – grama – 32S•16Q•15D    | Simona Halep                               | Kirsten Flipkens                          | 6–4, 6–2          |
| 17 de junho             | Topshelf Open 's-Hertogenbosch, Países Baixos WTA International US$ 235.000 – grama – 32S•16Q•15D    | Irina-Camelia Begu Anabel Medina Garrigues | Dominika Cibulková Arantxa Parra Santonja | 4–6, 7–63, [11–9] |
| 24 de junho 1º de julho | Torneio de Wimbledon Londres, Reino Unido Grand Slam £ 10.700.000 – grama – 128S•96Q•64D•16QD•48DM   | Marion Bartoli                             | Sabine Lisicki                            | 6–1, 6–4          |
| 24 de junho 1º de julho | Torneio de Wimbledon Londres, Reino Unido Grand Slam £ 10.700.000 – grama – 128S•96Q•64D•16QD•48DM   | Hsieh Su-wei Peng Shuai                    | Ashleigh Barty Casey Dellacqua            | 7–61, 6–1         |
| 24 de junho 1º de julho | Torneio de Wimbledon Londres, Reino Unido Grand Slam £ 10.700.000 – grama – 128S•96Q•64D•16QD•48DM   | Kristina Mladenovic · Daniel Nestor        | Lisa Raymond Bruno Soares                 | 5–7, 6–2, 8–6     |

#### Julho
| Semana de   | Torneio                                                                                             | Campeã(s)                                | Vice-campeã(s)                      | Resultado         |
| ----------- | --------------------------------------------------------------------------------------------------- | ---------------------------------------- | ----------------------------------- | ----------------- |
| 8 de julho  | Hungarian Grand Prix Budapeste, Hungria WTA International US$ 235.000 – saibro – 32S•8D             | Simona Halep                             | Yvonne Meusburger                   | 6–3, 76–7, 6–1    |
| 8 de julho  | Hungarian Grand Prix Budapeste, Hungria WTA International US$ 235.000 – saibro – 32S•8D             | Andrea Hlaváčková Lucie Hradecká         | Nina Bratchikova Anna Tatishvili    | 6–4, 6–1          |
| 8 de julho  | Italiacom Open Palermo, Itália WTA International US$ 235.000 – saibro – 32S•32Q•16D                 | Roberta Vinci                            | Sara Errani                         | 6–3, 3–6, 6–3     |
| 8 de julho  | Italiacom Open Palermo, Itália WTA International US$ 235.000 – saibro – 32S•32Q•16D                 | Kristina Mladenovic · Katarzyna Piter    | Karolína Plíšková Kristýna Plíšková | 6–1, 5–7, [10–8]  |
| 15 de julho | Nürnberger Gastein Ladies Bad Gastein, Áustria WTA International US$ 235.000 – saibro – 32S•31Q•16D | Yvonne Meusburger                        | Andrea Hlaváčková                   | 7–5, 6–2          |
| 15 de julho | Nürnberger Gastein Ladies Bad Gastein, Áustria WTA International US$ 235.000 – saibro – 32S•31Q•16D | Sandra Klemenschits · Andreja Klepač     | Kristina Barrois Eleni Daniilidou   | 6–1, 6–4          |
| 15 de julho | Collector Swedish Open Båstad, Suécia WTA International US$ 235.000 – saibro – 32S•32Q•16D          | Serena Williams                          | Johanna Larsson                     | 6–4, 6–1          |
| 15 de julho | Collector Swedish Open Båstad, Suécia WTA International US$ 235.000 – saibro – 32S•32Q•16D          | Anabel Medina Garrigues Klára Zakopalová | Alexandra Dulgheru Flavia Pennetta  | 6–1, 6–4          |
| 22 de julho | Bank of the West Classic Stanford, Estados Unidos WTA Premier US$ 795.707 – duro – 28S•26Q•16D      | Dominika Cibulková                       | Agnieszka Radwańska                 | 3–6, 6–4, 6–4     |
| 22 de julho | Bank of the West Classic Stanford, Estados Unidos WTA Premier US$ 795.707 – duro – 28S•26Q•16D      | Raquel Kops-Jones Abigail Spears         | Julia Görges Darija Jurak           | 6–2, 7–64         |
| 22 de julho | Baku Cup Baku, Azerbaijão WTA International US$ 235.000 – duro – 32S•24Q•16D                        | Elina Svitolina                          | Shahar Pe'er                        | 6–4, 6–4          |
| 22 de julho | Baku Cup Baku, Azerbaijão WTA International US$ 235.000 – duro – 32S•24Q•16D                        | Irina Buryachok · Oksana Kalashnikova    | Eleni Daniilidou Aleksandra Krunić  | 4–6, 7–63, [10–4] |
| 29 de julho | Southern California Open Carlsbad, Estados Unidos WTA Premier US$ 795.707 – duro – 28S•32Q•16D      | Samantha Stosur                          | Victoria Azarenka                   | 6–2, 6–3          |
| 29 de julho | Southern California Open Carlsbad, Estados Unidos WTA Premier US$ 795.707 – duro – 28S•32Q•16D      | Raquel Kops-Jones · Abigail Spears       | Chan Hao-ching Janette Husárová     | 6–4, 6–1          |
| 29 de julho | Citi Open Washington, Estados Unidos WTA International US$ 235.000 – duro – 32S•15Q•15D             | Magdaléna Rybáriková                     | Andrea Petkovic                     | 6–4, 7–62         |
| 29 de julho | Citi Open Washington, Estados Unidos WTA International US$ 235.000 – duro – 32S•15Q•15D             | Shuko Aoyama · Vera Dushevina            | Eugenie Bouchard Taylor Townsend    | 6–3, 6–3          |

#### Agosto
| Semana de                  | Torneio                                                                                             | Campeã(s)(o/ões)                   | Vice-campeã(s)(o/ões)                      | Resultado         |
| -------------------------- | --------------------------------------------------------------------------------------------------- | ---------------------------------- | ------------------------------------------ | ----------------- |
| 5 de agosto                | Rogers Cup Toronto, Canadá WTA Premier 5 US$ 2.369.000 – duro – 56S•48Q•28D                         | Serena Williams                    | Sorana Cîrstea                             | 6–2, 6–0          |
| 5 de agosto                | Rogers Cup Toronto, Canadá WTA Premier 5 US$ 2.369.000 – duro – 56S•48Q•28D                         | Jelena Janković Katarina Srebotnik | Anna-Lena Grönefeld Květa Peschke          | 5–7, 6–2, [10–6]  |
| 12 de agosto               | Western & Southern Open Cincinnati, Estados Unidos WTA Premier 5 US$ 2.369.000 – duro – 56S•48Q•28D | Victoria Azarenka                  | Serena Williams                            | 2–6, 6–2, 7–66    |
| 12 de agosto               | Western & Southern Open Cincinnati, Estados Unidos WTA Premier 5 US$ 2.369.000 – duro – 56S•48Q•28D | Hsieh Su-wei Peng Shuai            | Anna-Lena Grönefeld Květa Peschke          | 2–6, 6–3, [12–10] |
| 19 de agosto               | New Haven Open at Yale New Haven, Estados Unidos WTA Premier US$ 690.000 – duro – 30S•48Q•16D       | Simona Halep                       | Petra Kvitová                              | 6–2, 6–2          |
| 19 de agosto               | New Haven Open at Yale New Haven, Estados Unidos WTA Premier US$ 690.000 – duro – 30S•48Q•16D       | Sania Mirza Zheng Jie              | Anabel Medina Garrigues Katarina Srebotnik | 6–3, 6–4          |
| 26 de agosto 9 de setembro | US Open Nova York, Estados Unidos Grand Slam US$ 17.619.500 – duro – 128S•128Q•64D•32DM             | Serena Williams                    | Victoria Azarenka                          | 7–5, 66–7, 6–1    |
| 26 de agosto 9 de setembro | US Open Nova York, Estados Unidos Grand Slam US$ 17.619.500 – duro – 128S•128Q•64D•32DM             | Andrea Hlaváčková Lucie Hradecká   | Ashleigh Barty Casey Dellacqua             | 46–7, 6–1, 6–4    |
| 26 de agosto 9 de setembro | US Open Nova York, Estados Unidos Grand Slam US$ 17.619.500 – duro – 128S•128Q•64D•32DM             | Andrea Hlaváčková · Max Mirnyi     | Abigail Spears Santiago González           | 7–65, 6–3         |

#### Setembro
| Semana de      | Torneio                                                                                       | Campeã(s)                             | Vice-campeã(s)                        | Resultado         |
| -------------- | --------------------------------------------------------------------------------------------- | ------------------------------------- | ------------------------------------- | ----------------- |
| 9 de setembro  | Challenge Bell Quebec, Canadá WTA International US$ 235.000 – carpete (coberto) – 32S•32Q•16D | Lucie Šafářová                        | Marina Erakovic                       | 6–4, 6–3          |
| 9 de setembro  | Challenge Bell Quebec, Canadá WTA International US$ 235.000 – carpete (coberto) – 32S•32Q•16D | Alla Kudryavtseva Anastasia Rodionova | Andrea Hlaváčková Lucie Hradecká      | 6–4, 6–3          |
| 9 de setembro  | Tashkent Open Tashkent, Uzbequistão WTA International US$ 235.000 – duro – 32S•24Q•16D        | Bojana Jovanovski                     | Olga Govortsova                       | 4–6, 7–5, 7–63    |
| 9 de setembro  | Tashkent Open Tashkent, Uzbequistão WTA International US$ 235.000 – duro – 32S•24Q•16D        | Tímea Babos Yaroslava Shvedova        | Olga Govortsova Mandy Minella         | 6–3, 6–3          |
| 16 de setembro | Guangzhou Open Cantão, China WTA International US$ 500.000 – duro – 32S•24Q•16D               | Zhang Shuai                           | Vania King                            | 7–61, 6–1         |
| 16 de setembro | Guangzhou Open Cantão, China WTA International US$ 500.000 – duro – 32S•24Q•16D               | Hsieh Su-wei Peng Shuai               | Vania King Galina Voskoboeva          | 6–3, 4–6, [12–10] |
| 16 de setembro | KDB Korea Open Seul, Coreia do Sul WTA International US$ 500.000 – duro – 32S•32Q•16D         | Agnieszka Radwańska                   | Anastasia Pavlyuchenkova              | 66–7, 6–3, 6–4    |
| 16 de setembro | KDB Korea Open Seul, Coreia do Sul WTA International US$ 500.000 – duro – 32S•32Q•16D         | Chan Chin-wei · Xu Yifan              | Raquel Kops-Jones Abigail Spears      | 7–5, 6–3          |
| 23 de setembro | Toray Pan Pacific Open Tóquio, Japão WTA Premier 5 US$ 2.369.000 – duro – 56S•32Q•16D         | Petra Kvitová                         | Angelique Kerber                      | 6–2, 0–6, 6–3     |
| 23 de setembro | Toray Pan Pacific Open Tóquio, Japão WTA Premier 5 US$ 2.369.000 – duro – 56S•32Q•16D         | Cara Black Sania Mirza                | Chan Hao-ching Liezel Huber           | 4–6, 6–0, [11–9]  |
| 30 de setembro | China Open Pequim, China WTA Premier Mandatory US$ 5.185.625 – duro – 60S•32Q•28D             | Serena Williams                       | Jelena Janković                       | 6–2, 6–2          |
| 30 de setembro | China Open Pequim, China WTA Premier Mandatory US$ 5.185.625 – duro – 60S•32Q•28D             | Cara Black Sania Mirza                | Vera Dushevina Arantxa Parra Santonja | 6–2, 6–2          |

#### Outubro
| Semana de     | Torneio | Campeã(s)                                                            | Vice-campeã(s)                                                                         | Resultado        |
| ------------- | --- | -------------------------------------------------------------------- | -------------------------------------------------------------------------------------- | ---------------- |
| 7 de outubro  | Generali Ladies Linz Linz, Áustria WTA International US$ 235.000 – duro (coberto) – 32S•32Q•16D                                         | Angelique Kerber                                                     | Ana Ivanović                                                                           | 6–4, 7–66        |
| 7 de outubro  | Generali Ladies Linz Linz, Áustria WTA International US$ 235.000 – duro (coberto) – 32S•32Q•16D                                         | Karolína Plíšková · Kristýna Plíšková                                | Gabriela Dabrowski Alicja Rosolska                                                     | 7–66, 6–4        |
| 7 de outubro  | HP Japan Women's Open Tennis Osaka, Japão WTA International US$ 235.000 – duro – 32S•32Q•16D                                            | Samantha Stosur                                                      | Eugenie Bouchard                                                                       | 3–6, 7–5, 6–2    |
| 7 de outubro  | HP Japan Women's Open Tennis Osaka, Japão WTA International US$ 235.000 – duro – 32S•32Q•16D                                            | Kristina Mladenovic Flavia Pennetta                                  | Samantha Stosur Zhang Shuai                                                            | 6–4, 6–3         |
| 14 de outubro | Kremlin Cup by Bank of Moscow Moscou, Rússia WTA Premier US$ 795.707 – duro (coberto) – 28S•32Q•16D                                     | Simona Halep                                                         | Samantha Stosur                                                                        | 7–61, 6–2        |
| 14 de outubro | Kremlin Cup by Bank of Moscow Moscou, Rússia WTA Premier US$ 795.707 – duro (coberto) – 28S•32Q•16D                                     | Svetlana Kuznetsova Samantha Stosur                                  | Alla Kudryavtseva Anastasia Rodionova                                                  | 6–1, 1–6, [10–8] |
| 14 de outubro | BGL BNP Paribas Luxembourg Open Luxemburgo, Luxemburgo WTA International US$ 235.000 – duro (coberto) – 32S•32Q•16D                     | Caroline Wozniacki                                                   | Annika Beck                                                                            | 6–2, 6–2         |
| 14 de outubro | BGL BNP Paribas Luxembourg Open Luxemburgo, Luxemburgo WTA International US$ 235.000 – duro (coberto) – 32S•32Q•16D                     | Stephanie Vogt · Yanina Wickmayer                                    | Kristina Barrois Laura Thorpe                                                          | 7–62, 6–4        |
| 21 de outubro | TEB BNP Paribas WTA Championships Istambul, Turquia Torneio de fim de temporada US$ 5.878.000 – duro (coberto) – 8S•4D                  | Serena Williams                                                      | Li Na                                                                                  | 2–6, 6–3, 6–0    |
| 21 de outubro | TEB BNP Paribas WTA Championships Istambul, Turquia Torneio de fim de temporada US$ 5.878.000 – duro (coberto) – 8S•4D                  | Hsieh Su-wei Peng Shuai                                              | Ekaterina Makarova Elena Vesnina                                                       | 6–4, 7–5         |
| 28 de outubro | Garanti Koza WTA Tournament of Champions Sófia, Bulgária Competição de fim de temporada – suplementar US$ 742.500 – duro (coberto) – 8S | Simona Halep                                                         | Samantha Stosur                                                                        | 2–6, 6–2, 6–2    |
| 28 de outubro | Fed Cup: final Cagliari, Itália – saibro Competição de longa duração entre países – 8E                                                  | Itália · Sara Errani · Karin Knapp · Flavia Pennetta · Roberta Vinci | Rússia · Margarita Gasparyan · Irina Khromacheva · Alisa Kleybanova · Alexandra Panova | 4–0              |

## Estatísticas
Esta seção apresenta os títulos conquistados em simples, duplas, duplas mistas e por equipes em diversas configurações: classificação por jogador e país – sem caráter oficial; e levantamento de debutantes e defensores dos troféus, baseados nas informações apresentadas na seção Mês a mês. Eventualmente, pode dispor de seções extras com outras variáveis.
Nas duas tabelas introdutórias, jogadores e países são classificados com base nas categorias de torneios disponíveis na temporada (que podem não aparecer em determinado ano ou trocarem de nome), de acordo com o apresentado no início do artigo, na infocaixa à direita.
Os critérios de desempate nessas tabelas são:
1. Total de títulos;
  1. Na subseção País, se uma dupla de tenistas que compartilha a conterraneidade vencer um torneio, sua nação computará apenas 1 ponto.
2. Total de títulos por categoria;
  1. A categoria à esquerda sempre vale mais que qualquer uma à direita, com os eventos do Grand Slam encabeçando a lista;
  2. A coluna Outros está situada à direita de todas, inclusive do somatório Simples/Duplas/Duplas Mistas, por sua natureza específica, mas obviamente seus números são somados à coluna Total;
  3. Outros geralmente inclui os torneios por equipes que ocorrem durante a temporada;
  4. Para a contabilização dos torneios por equipes, são considerados(as) apenas os(as) jogadores(as) que forem convocados(as) para:
    1. Torneio de longa duração: jogo final – se for isolado dos outros – ou fase final – se ela ocorrer em um curto período com várias equipes na mesma sede;
    2. Torneio de curta duração.
3. Modalidade;
  1. Simples (S) > Duplas (D) > Duplas mistas (DM);
4. Ordem alfabética pelo sobrenome do(a) tenista em Títulos por jogadora, ou nome do país em Títulos por país.

### Títulos por jogadora
| 11 | Serena Williams          | 2 |   |   | 1 |   | 3 |   | 2 |   | 2 |   | 1 |   | 11 | 0 | 0 |   |
| 6  | Roberta Vinci            |   | 1 |   |   |   |   |   |   | 1 |   | 1 | 2 |   | 2  | 3 | 0 | 1 |
| 6  | Kristina Mladenovic      |   |   | 1 |   |   |   |   |   |   |   | 1 |   | 4 | 0  | 5 | 1 |   |
| 6  | Simona Halep             |   |   |   | 1 |   |   |   |   |   | 2 |   | 3 |   | 6  | 0 | 0 |   |
| 5  | Hsieh Su-wei             |   | 1 |   |   | 1 |   |   |   | 2 |   |   |   | 1 | 0  | 5 | 0 |   |
| 5  | Peng Shuai               |   | 1 |   |   | 1 |   |   |   | 2 |   |   |   | 1 | 0  | 5 | 0 |   |
| 5  | Sara Errani              |   | 1 |   |   |   |   |   |   | 1 |   | 1 | 1 |   | 1  | 3 | 0 | 1 |
| 5  | Sania Mirza              |   |   |   |   |   |   | 1 |   | 1 |   | 3 |   |   | 0  | 5 | 0 |   |
| 4  | Elena Vesnina            |   | 1 |   |   |   |   | 1 |   |   | 1 |   | 1 |   | 2  | 2 | 0 |   |
| 4  | Katarina Srebotnik       |   |   |   |   |   |   | 1 |   | 1 |   | 2 |   |   | 0  | 4 | 0 |   |
| 4  | Tímea Babos              |   |   |   |   |   |   |   |   |   |   |   |   | 4 | 0  | 4 | 0 |   |
| 4  | Anabel Medina Garrigues  |   |   |   |   |   |   |   |   |   |   |   |   | 3 | 0  | 3 | 0 | 1 |
| 3  | Andrea Hlaváčková        |   | 1 | 1 |   |   |   |   |   |   |   |   |   | 1 | 0  | 2 | 1 |   |
| 3  | Lucie Hradecká           |   | 1 | 1 |   |   |   |   |   |   |   |   |   | 1 | 0  | 2 | 1 |   |
| 3  | Victoria Azarenka        | 1 |   |   |   |   |   |   | 2 |   |   |   |   |   | 3  | 0 | 0 |   |
| 3  | Cara Black               |   |   |   |   |   |   | 1 |   | 1 |   |   |   | 1 | 0  | 3 | 0 |   |
| 3  | Nadia Petrova            |   |   |   |   |   |   | 1 |   |   |   | 2 |   |   | 0  | 3 | 0 |   |
| 3  | Lucie Šafářová           |   |   |   |   |   |   | 1 |   |   |   | 1 | 1 |   | 1  | 2 | 0 |   |
| 3  | Anastasia Pavlyuchenkova |   |   |   |   |   |   | 1 |   |   |   |   | 2 |   | 2  | 1 | 0 |   |
| 3  | Samantha Stosur          |   |   |   |   |   |   |   |   |   | 1 | 1 | 1 |   | 2  | 1 | 0 |   |
| 3  | Agnieszka Radwańska      |   |   |   |   |   |   |   |   |   | 1 |   | 2 |   | 3  | 0 | 0 |   |
| 3  | Kimiko Date-Krumm        |   |   |   |   |   |   |   |   |   |   |   |   | 3 | 0  | 3 | 0 |   |
| 2  | Ekaterina Makarova       |   | 1 |   |   |   |   | 1 |   |   |   |   |   |   | 0  | 2 | 0 |   |
| 2  | Maria Sharapova          |   |   |   |   |   | 1 |   |   |   | 1 |   |   |   | 2  | 0 | 0 |   |
| 2  | Petra Kvitová            |   |   |   |   |   |   |   | 1 |   | 1 |   |   |   | 2  | 0 | 0 |   |
| 2  | Jelena Janković          |   |   |   |   |   |   |   |   | 1 |   |   | 1 |   | 1  | 1 | 0 |   |
| 2  | Mona Barthel             |   |   |   |   |   |   |   |   |   | 1 | 1 |   |   | 1  | 1 | 0 |   |
| 2  | Raquel Kops-Jones        |   |   |   |   |   |   |   |   |   |   | 2 |   |   | 0  | 2 | 0 |   |
| 2  | Bethanie Mattek-Sands    |   |   |   |   |   |   |   |   |   |   | 2 |   |   | 0  | 2 | 0 |   |
| 2  | Abigail Spears           |   |   |   |   |   |   |   |   |   |   | 2 |   |   | 0  | 2 | 0 |   |
| 2  | Karolína Plíšková        |   |   |   |   |   |   |   |   |   |   |   | 1 | 1 | 1  | 1 | 0 |   |
| 2  | Shuko Aoyama             |   |   |   |   |   |   |   |   |   |   |   |   | 2 | 0  | 2 | 0 |   |
| 2  | Chan Hao-ching           |   |   |   |   |   |   |   |   |   |   |   |   | 2 | 0  | 2 | 0 |   |
| 2  | Casey Dellacqua          |   |   |   |   |   |   |   |   |   |   |   |   | 2 | 0  | 2 | 0 |   |
| 2  | Lourdes Domínguez Lino   |   |   |   |   |   |   |   |   |   |   |   |   | 2 | 0  | 2 | 0 |   |
| 2  | Mandy Minella            |   |   |   |   |   |   |   |   |   |   |   |   | 2 | 0  | 2 | 0 |   |
| 2  | Anastasia Rodionova      |   |   |   |   |   |   |   |   |   |   |   |   | 2 | 0  | 2 | 0 |   |
| 2  | Yaroslava Shvedova       |   |   |   |   |   |   |   |   |   |   |   |   | 2 | 0  | 2 | 0 |   |
| 2  | Flavia Pennetta          |   |   |   |   |   |   |   |   |   |   |   |   | 1 | 0  | 1 | 0 | 1 |
| 1  | Marion Bartoli           | 1 |   |   |   |   |   |   |   |   |   |   |   |   | 1  | 0 | 0 |   |
| 1  | Jarmila Gajdošová        |   |   | 1 |   |   |   |   |   |   |   |   |   |   | 0  | 0 | 1 |   |
| 1  | Dominika Cibulková       |   |   |   |   |   |   |   |   |   | 1 |   |   |   | 1  | 0 | 0 |   |
| 1  | Kaia Kanepi              |   |   |   |   |   |   |   |   |   | 1 |   |   |   | 1  | 0 | 0 |   |
| 1  | Anna-Lena Grönefeld      |   |   |   |   |   |   |   |   |   |   | 1 |   |   | 0  | 1 | 0 |   |
| 1  | Svetlana Kuznetsova      |   |   |   |   |   |   |   |   |   |   | 1 |   |   | 0  | 1 | 0 |   |
| 1  | Sabine Lisicki           |   |   |   |   |   |   |   |   |   |   | 1 |   |   | 0  | 1 | 0 |   |
| 1  | Květa Peschke            |   |   |   |   |   |   |   |   |   |   | 1 |   |   | 0  | 1 | 0 |   |
| 1  | Zheng Jie                |   |   |   |   |   |   |   |   |   |   | 1 |   |   | 0  | 1 | 0 |   |
| 1  | Alizé Cornet             |   |   |   |   |   |   |   |   |   |   |   | 1 |   | 1  | 0 | 0 |   |
| 1  | Marina Erakovic          |   |   |   |   |   |   |   |   |   |   |   | 1 |   | 1  | 0 | 0 |   |
| 1  | Daniela Hantuchová       |   |   |   |   |   |   |   |   |   |   |   | 1 |   | 1  | 0 | 0 |   |
| 1  | Bojana Jovanovski        |   |   |   |   |   |   |   |   |   |   |   | 1 |   | 1  | 0 | 0 |   |
| 1  | Angelique Kerber         |   |   |   |   |   |   |   |   |   |   |   | 1 |   | 1  | 0 | 0 |   |
| 1  | Maria Kirilenko          |   |   |   |   |   |   |   |   |   |   |   | 1 |   | 1  | 0 | 0 |   |
| 1  | Li Na                    |   |   |   |   |   |   |   |   |   |   |   | 1 |   | 1  | 0 | 0 |   |
| 1  | Monica Niculescu         |   |   |   |   |   |   |   |   |   |   |   | 1 |   | 1  | 0 | 0 |   |
| 1  | Yvonne Meusburger        |   |   |   |   |   |   |   |   |   |   |   | 1 |   | 1  | 0 | 0 |   |
| 1  | Magdaléna Rybáriková     |   |   |   |   |   |   |   |   |   |   |   | 1 |   | 1  | 0 | 0 |   |
| 1  | Francesca Schiavone      |   |   |   |   |   |   |   |   |   |   |   | 1 |   | 1  | 0 | 0 |   |
| 1  | Zhang Shuai              |   |   |   |   |   |   |   |   |   |   |   | 1 |   | 1  | 0 | 0 |   |
| 1  | Elina Svitolina          |   |   |   |   |   |   |   |   |   |   |   | 1 |   | 1  | 0 | 0 |   |
| 1  | Caroline Wozniacki       |   |   |   |   |   |   |   |   |   |   |   | 1 |   | 1  | 0 | 0 |   |
| 1  | Lara Arruabarrena        |   |   |   |   |   |   |   |   |   |   |   |   | 1 | 0  | 1 | 0 |   |
| 1  | Ashleigh Barty           |   |   |   |   |   |   |   |   |   |   |   |   | 1 | 0  | 1 | 0 |   |
| 1  | Irina-Camelia Begu       |   |   |   |   |   |   |   |   |   |   |   |   | 1 | 0  | 1 | 0 |   |
| 1  | Irina Buryachok          |   |   |   |   |   |   |   |   |   |   |   |   | 1 | 0  | 1 | 0 |   |
| 1  | Chan Chin-wei            |   |   |   |   |   |   |   |   |   |   |   |   | 1 | 0  | 1 | 0 |   |
| 1  | Chan Yung-jan            |   |   |   |   |   |   |   |   |   |   |   |   | 1 | 0  | 1 | 0 |   |
| 1  | Chang Kai-chen           |   |   |   |   |   |   |   |   |   |   |   |   | 1 | 0  | 1 | 0 |   |
| 1  | Vera Dushevina           |   |   |   |   |   |   |   |   |   |   |   |   | 1 | 0  | 1 | 0 |   |
| 1  | Oksana Kalashnikova      |   |   |   |   |   |   |   |   |   |   |   |   | 1 | 0  | 1 | 0 |   |
| 1  | Sandra Klemenschits      |   |   |   |   |   |   |   |   |   |   |   |   | 1 | 0  | 1 | 0 |   |
| 1  | Andreja Klepač           |   |   |   |   |   |   |   |   |   |   |   |   | 1 | 0  | 1 | 0 |   |
| 1  | Alla Kudryavtseva        |   |   |   |   |   |   |   |   |   |   |   |   | 1 | 0  | 1 | 0 |   |
| 1  | Garbiñe Muguruza         |   |   |   |   |   |   |   |   |   |   |   |   | 1 | 0  | 1 | 0 |   |
| 1  | Raluca Olaru             |   |   |   |   |   |   |   |   |   |   |   |   | 1 | 0  | 1 | 0 |   |
| 1  | Arantxa Parra Santonja   |   |   |   |   |   |   |   |   |   |   |   |   | 1 | 0  | 1 | 0 |   |
| 1  | Katarzyna Piter          |   |   |   |   |   |   |   |   |   |   |   |   | 1 | 0  | 1 | 0 |   |
| 1  | Kristýna Plíšková        |   |   |   |   |   |   |   |   |   |   |   |   | 1 | 0  | 1 | 0 |   |
| 1  | Chanelle Scheepers       |   |   |   |   |   |   |   |   |   |   |   |   | 1 | 0  | 1 | 0 |   |
| 1  | Valeria Solovyeva        |   |   |   |   |   |   |   |   |   |   |   |   | 1 | 0  | 1 | 0 |   |
| 1  | María Teresa Torró Flor  |   |   |   |   |   |   |   |   |   |   |   |   | 1 | 0  | 1 | 0 |   |
| 1  | Stephanie Vogt           |   |   |   |   |   |   |   |   |   |   |   |   | 1 | 0  | 1 | 0 |   |
| 1  | Galina Voskoboeva        |   |   |   |   |   |   |   |   |   |   |   |   | 1 | 0  | 1 | 0 |   |
| 1  | Yanina Wickmayer         |   |   |   |   |   |   |   |   |   |   |   |   | 1 | 0  | 1 | 0 |   |
| 1  | Xu Yifan                 |   |   |   |   |   |   |   |   |   |   |   |   | 1 | 0  | 1 | 0 |   |
| 1  | Klára Zakopalová         |   |   |   |   |   |   |   |   |   |   |   |   | 1 | 0  | 1 | 0 |   |
| 1  | Karin Knapp              |   |   |   |   |   |   |   |   |   |   |   |   |   | 0  | 0 | 0 | 1 |

### Títulos por país
| 17 | Rússia          |   | 1 |   |   |   | 1 | 3 |   |   | 2 | 3 | 4 | 3 | 7  | 10 | 0 |   |
| 15 | Estados Unidos  | 2 |   |   | 1 |   | 3 |   | 2 |   | 2 | 4 | 1 |   | 11 | 4  | 0 |   |
| 13 | República Checa |   | 1 | 2 |   |   |   | 1 | 1 |   | 1 | 2 | 2 | 3 | 4  | 7  | 2 |   |
| 9  | China           |   | 1 |   |   | 1 |   |   |   | 2 |   | 1 | 2 | 2 | 2  | 7  | 0 |   |
| 9  | Taipé Chinesa   |   | 1 |   |   | 1 |   |   |   | 2 |   |   |   | 5 | 0  | 9  | 0 |   |
| 9  | Itália          |   | 1 |   |   |   |   |   |   | 1 |   | 1 | 4 | 1 | 4  | 4  | 0 | 1 |
| 9  | Roménia         |   |   |   | 1 |   |   |   |   |   | 2 |   | 4 | 2 | 7  | 2  | 0 |   |
| 8  | França          | 1 |   | 1 |   |   |   |   |   |   |   | 1 | 1 | 4 | 2  | 5  | 1 |   |
| 8  | Austrália       |   |   | 1 |   |   |   |   |   |   | 1 | 1 | 1 | 4 | 2  | 5  | 1 |   |
| 7  | Espanha         |   |   |   |   |   |   |   |   |   |   |   |   | 6 | 0  | 6  | 0 | 1 |
| 5  | Índia           |   |   |   |   |   |   | 1 |   | 1 |   | 3 |   |   | 0  | 5  | 0 |   |
| 5  | Eslovénia       |   |   |   |   |   |   | 1 |   | 1 |   | 2 |   | 1 | 0  | 5  | 0 |   |
| 5  | Japão           |   |   |   |   |   |   |   |   |   |   |   |   | 5 | 0  | 5  | 0 |   |
| 4  | Alemanha        |   |   |   |   |   |   |   |   |   | 1 | 2 | 1 |   | 2  | 2  | 0 |   |
| 4  | Polónia         |   |   |   |   |   |   |   |   |   | 1 |   | 2 | 1 | 3  | 1  | 0 |   |
| 4  | Hungria         |   |   |   |   |   |   |   |   |   |   |   |   | 4 | 0  | 4  | 0 |   |
| 3  | Bielorrússia    | 1 |   |   |   |   |   |   | 2 |   |   |   |   |   | 3  | 0  | 0 |   |
| 3  | Zimbabwe        |   |   |   |   |   |   | 1 |   | 1 |   |   |   | 1 | 0  | 3  | 0 |   |
| 3  | Sérvia          |   |   |   |   |   |   |   |   | 1 |   |   | 2 |   | 2  | 1  | 0 |   |
| 3  | Eslováquia      |   |   |   |   |   |   |   |   |   | 1 |   | 2 |   | 3  | 0  | 0 |   |
| 3  | Cazaquistão     |   |   |   |   |   |   |   |   |   |   |   |   | 3 | 0  | 3  | 0 |   |
| 2  | Áustria         |   |   |   |   |   |   |   |   |   |   |   | 1 | 1 | 1  | 1  | 0 |   |
| 2  | Ucrânia         |   |   |   |   |   |   |   |   |   |   |   | 1 | 1 | 1  | 1  | 0 |   |
| 2  | Luxemburgo      |   |   |   |   |   |   |   |   |   |   |   |   | 2 | 0  | 2  | 0 |   |
| 1  | Estónia         |   |   |   |   |   |   |   |   |   | 1 |   |   |   | 1  | 0  | 0 |   |
| 1  | Dinamarca       |   |   |   |   |   |   |   |   |   |   |   | 1 |   | 1  | 0  | 0 |   |
| 1  | Nova Zelândia   |   |   |   |   |   |   |   |   |   |   |   | 1 |   | 1  | 0  | 0 |   |
| 1  | África do Sul   |   |   |   |   |   |   |   |   |   |   |   |   | 1 | 0  | 1  | 0 |   |
| 1  | Bélgica         |   |   |   |   |   |   |   |   |   |   |   |   | 1 | 0  | 1  | 0 |   |
| 1  | Geórgia         |   |   |   |   |   |   |   |   |   |   |   |   | 1 | 0  | 1  | 0 |   |
| 1  | Liechtenstein   |   |   |   |   |   |   |   |   |   |   |   |   | 1 | 0  | 1  | 0 |   |

### Informações sobre os títulos

#### Debutantes
Jogadoras e/ou equipes que foram campeãs pela primeira vez nas respectivas modalidades:
Simples
- Marina Erakovic – Memphis
- Simona Halep – Nuremberg
- Yvonne Meusburger – Bad Gastein
- Monica Niculescu – Florianópolis
- Elina Svitolina – Baku
- Karolína Plíšková – Kuala Lumpur
- Elena Vesnina – Hobart
- Zhang Shuai – Cantão

Duplas
- Lara Arruabarrena – Katowice
- Mona Barthel – Stuttgart
- Ashleigh Barty – Birmingham
- Chan Chin-wei – Seul
- Casey Dellacqua – Pattaya
- Chan Hao-ching – Shenzhen
- Oksana Kalashnikova – Baku
- Sandra Klemenschits – Bad Gastein
- Andreja Klepač – Bad Gastein
- Mandy Minella – Bogotá
- Garbiñe Muguruza – Hobart
- Katarzyna Piter – Palermo
- Karolína Plíšková – Linz
- Kristýna Plíšková – Linz
- María Teresa Torró Flor – Hobart
- Stephanie Vogt – Luxemburgo
- Yanina Wickmayer – Luxemburgo
- Xu Yifan – Seul

Duplas mistas
- Jarmila Gajdošová – Australian Open
- Andrea Hlaváčková – US Open
- Lucie Hradecká – Roland Garros
- Kristina Mladenovic – Wimbledon

#### Defensoras
Jogadoras e/ou equipes que foram campeãs na edição anterior e repetiram o feito na atual temporada nos respectivos torneios e modalidades:
Simples
- Victoria Azarenka – Australian Open e Doha
- Sara Errani – Acapulco
- Magdaléna Rybáriková – Washington
- Maria Sharapova – Stuttgart
- Serena Williams – Charleston, Madri, Toronto, US Open e WTA Championships

Duplas
- Shuko Aoyama – Washington
- Irina Buryachok – Baku
- Chang Kai-chen – Kuala Lumpur
- Raquel Kops-Jones – Carlsbad
- Nadia Petrova – Miami
- Lucie Šafářová – Charleston
- Abigail Spears – Carlsbad
- Katarina Srebotnik – Sydney

### Prêmios em dinheiro
Em 4 de novembro de 2013.
| #  | Jogadora            | Simples        | Duplas      | Mistas    | Bônus       | Total          |
| -- | ------------------- | -------------- | ----------- | --------- | ----------- | -------------- |
| 1  | Serena Williams     | US$ 11.995.654 | US$ 89.918  | US$ 0     | US$ 300.000 | US$ 12.385.572 |
| 2  | Victoria Azarenka   | US$ 6.097.165  | US$ 0       | US$ 0     | US$ 400.000 | US$ 6.497.165  |
| 3  | Li Na               | US$ 3.982.485  | US$ 0       | US$ 0     | US$ 0       | US$ 3.982.485  |
| 4  | Maria Sharapova     | US$ 3.544.222  | US$ 0       | US$ 0     | US$ 0       | US$ 3.544.222  |
| 5  | Agnieszka Radwańska | US$ 2.593.332  | US$ 0       | US$ 0     | US$ 525.000 | US$ 3.118.332  |
| 6  | Sara Errani         | US$ 1.958.890  | US$ 665.102 | US$ 0     | US$ 450.000 | US$ 3.073.992  |
| 7  | Marion Bartoli      | US$ 2.889.097  | US$ 0       | US$ 1.035 | US$ 0       | US$ 2.890.132  |
| 8  | Petra Kvitová       | US$ 2.531.403  | US$ 22.071  | US$ 0     | US$ 300.000 | US$ 2.853.474  |
| 9  | Angelique Kerber    | US$ 1.660.150  | US$ 29.208  | US$ 0     | US$ 450.000 | US$ 2.139.358  |
| 10 | Jelena Janković     | US$ 1.831.399  | US$ 194.491 | US$ 4.459 | US$ 0       | US$ 2.030.349  |

### Aspectos de jogo
Ao final da temporada. Apenas jogos de simples em chaves principais.
| Aces | Aces                | Aces | Aces  |
| #    | Jogadora            | Aces | Jogos |
| ---- | ------------------- | ---- | ----- |
| 1    | Serena Williams     | 480  | 80    |
| 2    | Sabine Lisicki      | 297  | 52    |
| 3    | Petra Kvitová       | 250  | 70    |
| 4    | Madison Keys        | 225  | 41    |
| 5    | Ana Ivanović        | 222  | 61    |
| 6    | Kristina Mladenovic | 207  | 46    |
| 7    | Roberta Vinci       | 204  | 69    |
| 8    | Kirsten Flipkens    | 203  | 55    |
| 9    | Karolína Plíšková   | 191  | 27    |
| 10   | Julia Görges        | 186  | 40    |

| Aproveitamento de primeiro serviço | Aproveitamento de primeiro serviço | Aproveitamento de primeiro serviço | Aproveitamento de primeiro serviço |
| #                                  | Jogadora                           | %                                  | Jogos                              |
| ---------------------------------- | ---------------------------------- | ---------------------------------- | ---------------------------------- |
| 1                                  | Sara Errani                        | 82,8                               | 67                                 |
| 2                                  | Monica Niculescu                   | 75,9                               | 43                                 |
| 3                                  | Zheng Jie                          | 70,7                               | 36                                 |
| 4                                  | Kimiko Date-Krumm                  | 69,6                               | 28                                 |
| 5                                  | Caroline Wozniacki                 | 69,4                               | 61                                 |
| 6                                  | Annika Beck                        | 69,4                               | 44                                 |
| 7                                  | Yvonne Meusburger                  | 69,1                               | 27                                 |
| 8                                  | Carla Suárez Navarro               | 68,6                               | 67                                 |
| 9                                  | Simona Halep                       | 67,7                               | 67                                 |
| 10                                 | Sofia Arvidsson                    | 67,3                               | 24                                 |

| Pontos de primeiro serviço conquistados | Pontos de primeiro serviço conquistados | Pontos de primeiro serviço conquistados | Pontos de primeiro serviço conquistados |
| #                                       | Jogadora                                | %                                       | Jogos                                   |
| --------------------------------------- | --------------------------------------- | --------------------------------------- | --------------------------------------- |
| 1                                       | Serena Williams                         | 74,7                                    | 80                                      |
| 2                                       | Karolína Plíšková                       | 71,9                                    | 29                                      |
| 3                                       | Maria Sharapova                         | 71,5                                    | 44                                      |
| 4                                       | Marina Erakovic                         | 70,9                                    | 36                                      |
| 5                                       | Sabine Lisicki                          | 70,7                                    | 52                                      |
| 6                                       | Madison Keys                            | 69,4                                    | 41                                      |
| 7                                       | Kaia Kanepi                             | 69,2                                    | 31                                      |
| 8                                       | Laura Robson                            | 68,9                                    | 40                                      |
| 9                                       | Kristina Mladenovic                     | 68,4                                    | 46                                      |
| 10                                      | Bethanie Mattek-Sands                   | 67,9                                    | 31                                      |

| Pontos de segundo serviço conquistados | Pontos de segundo serviço conquistados | Pontos de segundo serviço conquistados | Pontos de segundo serviço conquistados |
| #                                      | Jogadora                               | %                                      | Jogos                                  |
| -------------------------------------- | -------------------------------------- | -------------------------------------- | -------------------------------------- |
| 1                                      | Zhang Shuai                            | 52,5                                   | 25                                     |
| 2                                      | Serena Williams                        | 51,2                                   | 80                                     |
| 3                                      | Donna Vekić                            | 50,7                                   | 24                                     |
| 4                                      | Agnieszka Radwańska                    | 49,9                                   | 75                                     |
| 5                                      | Mónica Puig                            | 49,7                                   | 28                                     |
| 6                                      | Maria Kirilenko                        | 49,7                                   | 52                                     |
| 7                                      | Caroline Wozniacki                     | 48,6                                   | 61                                     |
| 8                                      | Angelique Kerber                       | 48,1                                   | 66                                     |
| 9                                      | Bethanie Mattek-Sands                  | 47,7                                   | 31                                     |
| 10                                     | Misaki Doi                             | 47,5                                   | 30                                     |

| Pontos de devolução no 1º serviço conquistados | Pontos de devolução no 1º serviço conquistados | Pontos de devolução no 1º serviço conquistados | Pontos de devolução no 1º serviço conquistados |
| #                                              | Jogadora                                       | %                                              | Jogos                                          |
| ---------------------------------------------- | ---------------------------------------------- | ---------------------------------------------- | ---------------------------------------------- |
| 1                                              | Yvonne Meusburger                              | 46,1                                           | 27                                             |
| 2                                              | Serena Williams                                | 44,7                                           | 80                                             |
| 3                                              | Simona Halep                                   | 43,8                                           | 67                                             |
| 4                                              | Shahar Pe'er                                   | 43,7                                           | 30                                             |
| 5                                              | Victoria Azarenka                              | 43,3                                           | 52                                             |
| 6                                              | Zhang Shuai                                    | 43,0                                           | 25                                             |
| 7                                              | Monica Niculescu                               | 42,8                                           | 43                                             |
| 8                                              | Li Na                                          | 42,3                                           | 58                                             |
| 9                                              | Sara Errani                                    | 42,2                                           | 67                                             |
| 10                                             | Maria Sharapova                                | 42,1                                           | 44                                             |

| Pontos de devolução no 2º serviço conquistados | Pontos de devolução no 2º serviço conquistados | Pontos de devolução no 2º serviço conquistados | Pontos de devolução no 2º serviço conquistados |
| #                                              | Jogadora                                       | %                                              | Jogos                                          |
| ---------------------------------------------- | ---------------------------------------------- | ---------------------------------------------- | ---------------------------------------------- |
| 1                                              | Victoria Azarenka                              | 64,7                                           | 52                                             |
| 2                                              | Sara Errani                                    | 61,8                                           | 67                                             |
| 3                                              | Serena Williams                                | 61,6                                           | 80                                             |
| 4                                              | Zhang Shuai                                    | 60,9                                           | 25                                             |
| 5                                              | Alexandra Cadanțu                              | 59,2                                           | 36                                             |
| 6                                              | Klára Zakopalová                               | 59,1                                           | 52                                             |
| 7                                              | Simona Halep                                   | 59,1                                           | 67                                             |
| 8                                              | Yvonne Meusburger                              | 59,0                                           | 27                                             |
| 9                                              | Venus Williams                                 | 58,9                                           | 25                                             |
| 10                                             | Li Na                                          | 58,7                                           | 58                                             |

| Games de serviço conquistados | Games de serviço conquistados | Games de serviço conquistados | Games de serviço conquistados |
| #                             | Jogadora                      | %                             | Jogos                         |
| ----------------------------- | ----------------------------- | ----------------------------- | ----------------------------- |
| 1                             | Serena Williams               | 84,1                          | 80                            |
| 2                             | Maria Sharapova               | 78,5                          | 44                            |
| 3                             | Zhang Shuai                   | 75,1                          | 25                            |
| 4                             | Madison Keys                  | 74,2                          | 41                            |
| 5                             | Sabine Lisicki                | 73,7                          | 52                            |
| 6                             | Samantha Stosur               | 73,0                          | 61                            |
| 7                             | Agnieszka Radwańska           | 72,6                          | 75                            |
| 8                             | Karolína Plíšková             | 72,3                          | 27                            |
| 9                             | Maria Kirilenko               | 71,8                          | 52                            |
| 10                            | Kaia Kanepi                   | 71,7                          | 31                            |

| Games de devolução conquistados | Games de devolução conquistados | Games de devolução conquistados | Games de devolução conquistados |
| #                               | Jogadora                        | %                               | Jogos                           |
| ------------------------------- | ------------------------------- | ------------------------------- | ------------------------------- |
| 1                               | Victoria Azarenka               | 54,8                            | 51                              |
| 2                               | Serena Williams                 | 53,9                            | 80                              |
| 3                               | Simona Halep                    | 50,8                            | 67                              |
| 4                               | Sara Errani                     | 50,4                            | 67                              |
| 5                               | Yvonne Meusburger               | 50,2                            | 27                              |
| 6                               | Zhang Shuai                     | 49,3                            | 25                              |
| 7                               | Li Na                           | 47,1                            | 58                              |
| 8                               | Klára Zakopalová                | 46,2                            | 52                              |
| 9                               | Maria Sharapova                 | 46,1                            | 44                              |
| 8                               | Monica Niculescu                | 45,2                            | 43                              |

| Break points salvos | Break points salvos | Break points salvos | Break points salvos |
| #                   | Jogadora            | %                   | Jogos               |
| ------------------- | ------------------- | ------------------- | ------------------- |
| 1                   | Serena Williams     | 64,8                | 80                  |
| 2                   | Maria Sharapova     | 62,8                | 44                  |
| 3                   | Kaia Kanepi         | 62,1                | 31                  |
| 4                   | Petra Kvitová       | 61,4                | 70                  |
| 5                   | Madison Keys        | 60,6                | 41                  |
| 6                   | Karolína Plíšková   | 60,5                | 27                  |
| 7                   | Li Na               | 60,0                | 58                  |
| 8                   | Samantha Stosur     | 59,7                | 61                  |
| 9                   | Andrea Petkovic     | 59,2                | 32                  |
| 10                  | Petra Martić        | 59,1                | 22                  |

| Break points convertidos | Break points convertidos | Break points convertidos | Break points convertidos |
| #                        | Jogadora                 | %                        | Jogos                    |
| ------------------------ | ------------------------ | ------------------------ | ------------------------ |
| 1                        | Zhang Shuai              | 56,1                     | 25                       |
| 2                        | Simona Halep             | 55,4                     | 67                       |
| 3                        | Serena Williams          | 54,1                     | 80                       |
| 4                        | Li Na                    | 53,0                     | 58                       |
| 5                        | Lesia Tsurenko           | 52,2                     | 30                       |
| 6                        | Kimiko Date-Krumm        | 51,7                     | 28                       |
| 7                        | Urszula Radwańska        | 51,4                     | 44                       |
| 8                        | Monica Niculescu         | 51,4                     | 43                       |
| 9                        | Andrea Petkovic          | 50,8                     | 32                       |
| 10                       | Lara Arruabarrena        | 50,6                     | 24                       |

### Vitórias
Ao final da temporada. Chaves principais em simples.
A WTA adicionou um novo item a partir deste ano: (vitórias) em três sets.
| Em todos os pisos | Em todos os pisos    | Em todos os pisos | Em todos os pisos |
| #                 | Jogadora             | Vitórias          | Derrotas          |
| ----------------- | -------------------- | ----------------- | ----------------- |
| 1                 | Serena Williams      | 78                | 4                 |
| 2                 | Agnieszka Radwańska  | 56                | 19                |
| 3                 | Petra Kvitová        | 51                | 23                |
| 4                 | Simona Halep         | 50                | 17                |
| 4                 | Roberta Vinci        | 50                | 24                |
| 6                 | Sara Errani          | 49                | 24                |
| 7                 | Jelena Janković      | 46                | 21                |
| 8                 | Angelique Kerber     | 45                | 23                |
| 9                 | Li Na                | 44                | 14                |
| 10                | Victoria Azarenka    | 43                | 9                 |
| 10                | Carla Suárez Navarro | 43                | 26                |

| No piso duro | No piso duro        | No piso duro | No piso duro |
| #            | Jogadora            | Vitórias     | Derrotas     |
| ------------ | ------------------- | ------------ | ------------ |
| 1            | Serena Williams     | 47           | 3            |
| 2            | Agnieszka Radwańska | 46           | 14           |
| 3            | Petra Kvitová       | 36           | 15           |
| 4            | Angelique Kerber    | 34           | 17           |
| 4            | Li Na               | 34           | 8            |
| 6            | Caroline Wozniacki  | 33           | 14           |
| 7            | Victoria Azarenka   | 32           | 6            |
| 8            | Samantha Stosur     | 31           | 16           |
| 9            | Ana Ivanović        | 28           | 17           |
| 9            | Simona Halep        | 28           | 11           |
| 9            | Sloane Stephens     | 28           | 17           |

| No saibro | No saibro              | No saibro | No saibro |
| #         | Jogadora               | Vitórias  | Derrotas  |
| --------- | ---------------------- | --------- | --------- |
| 1         | Serena Williams        | 28        | 0         |
| 2         | Sara Errani            | 24        | 7         |
| 3         | Jelena Janković        | 21        | 6         |
| 4         | Roberta Vinci          | 20        | 6         |
| 5         | Carla Suárez Navarro   | 18        | 7         |
| 6         | Lourdes Domínguez Lino | 17        | 11        |
| 6         | Maria Sharapova        | 17        | 2         |
| 8         | Simona Halep           | 16        | 5         |
| 9         | Alizé Cornet           | 15        | 9         |
| 10        | Kaia Kanepi            | 14        | 5         |

| Na grama | Na grama             | Na grama | Na grama |
| #        | Jogadora             | Vitórias | Derrotas |
| -------- | -------------------- | -------- | -------- |
| 1        | Kirsten Flipkens     | 10       | 3        |
| 2        | Marion Bartoli       | 8        | 0        |
| 2        | Sabine Lisicki       | 8        | 2        |
| 4        | Carla Suárez Navarro | 6        | 2        |
| 4        | Tsvetana Pironkova   | 6        | 3        |
| 4        | Elena Vesnina        | 6        | 1        |
| 4        | Simona Halep         | 6        | 1        |
| 4        | Alison Riske         | 6        | 2        |
| 4        | Daniela Hantuchová   | 6        | 2        |

| Em três sets | Em três sets       | Em três sets | Em três sets |
| #            | Jogadora           | Vitórias     | Derrotas     |
| ------------ | ------------------ | ------------ | ------------ |
| 1            | Petra Kvitová      | 25           | 12           |
| 2            | Roberta Vinci      | 21           | 10           |
| 3            | Sloane Stephens    | 17           | 8            |
| 3            | Jelena Janković    | 17           | 10           |
| 3            | Simona Halep       | 17           | 5            |
| 6            | Kirsten Flipkens   | 16           | 8            |
| 7            | Stefanie Vögele    | 14           | 5            |
| 8            | Sorana Cîrstea     | 13           | 4            |
| 9            | Dominika Cibulková | 12           | 7            |
| 9            | Elena Vesnina      | 12           | 5            |
| 9            | Alizé Cornet       | 12           | 10           |
| 9            | Daniela Hantuchová | 12           | 7            |

| Contra oponentes do Top 10 | Contra oponentes do Top 10 | Contra oponentes do Top 10 | Contra oponentes do Top 10 |
| #                          | Jogadora                   | Vitórias                   | Derrotas                   |
| -------------------------- | -------------------------- | -------------------------- | -------------------------- |
| 1                          | Serena Williams            | 21                         | 2                          |
| 2                          | Petra Kvitová              | 10                         | 6                          |
| 3                          | Victoria Azarenka          | 9                          | 5                          |
| 4                          | Li Na                      | 8                          | 9                          |
| 5                          | Maria Sharapova            | 7                          | 5                          |
| 5                          | Roberta Vinci              | 6                          | 5                          |
| 5                          | Jelena Janković            | 5                          | 9                          |
| 8                          | Dominika Cibulková         | 5                          | 5                          |
| 8                          | Agnieszka Radwańska        | 5                          | 1                          |
| 8                          | Ekaterina Makarova         | 5                          | 7                          |

## Rankings
Estes são os rankings das 20 melhores jogadoras em simples e duplas. As corridas exibem a classificação ao WTA Championships, com pontos computados desde o início da temporada até o último torneio regular, antes do principal evento de Fim de temporada. Os rankings finais contemplam toda a temporada; são os da primeira segunda-feira após o último torneio informado nesta página.

### Simples
| Corrida final de simples (21 de outubro de 2013) | Corrida final de simples (21 de outubro de 2013) | Corrida final de simples (21 de outubro de 2013) | Corrida final de simples (21 de outubro de 2013) |
| Pos.                                             | Jogadora                                         | Pontos                                           | Torneios                                         |
| ------------------------------------------------ | ------------------------------------------------ | ------------------------------------------------ | ------------------------------------------------ |
| 1ª                                               | Serena Williams                                  | 12.040                                           | 16(14)                                           |
| 2ª                                               | Victoria Azarenka                                | 7.676                                            | 15(13)                                           |
| 3ª                                               | Maria Sharapova                                  | 5.891                                            | 13(11)                                           |
| 4ª                                               | Agnieszka Radwańska                              | 5.890                                            | 20                                               |
| 5ª                                               | Li Na                                            | 5.120                                            | 17(14)                                           |
| 6ª                                               | Petra Kvitová                                    | 4.370                                            | 22                                               |
| 7ª                                               | Sara Errani                                      | 4.190                                            | 21                                               |
| 8ª                                               | Jelena Janković                                  | 3.860                                            | 19                                               |
| 9ª                                               | Angelique Kerber                                 | 3.715                                            | 21                                               |
| 10ª                                              | Caroline Wozniacki                               | 3.300                                            | 22                                               |
| 11ª                                              | Sloane Stephens                                  | 3.185                                            | 20                                               |
| 12ª                                              | Marion Bartoli                                   | 3.173                                            | 17(16)                                           |
| 13ª                                              | Roberta Vinci                                    | 3.170                                            | 24                                               |
| 14ª                                              | Sabine Lisicki                                   | 2.830                                            | 18                                               |
| 15ª                                              | Simona Halep                                     | 2.685                                            | 22                                               |
| 16ª                                              | Carla Suárez Navarro                             | 2.665                                            | 24                                               |
| 17ª                                              | Maria Kirilenko                                  | 2.640                                            | 17                                               |
| 18ª                                              | Ana Ivanović                                     | 2.476                                            | 19                                               |
| 19ª                                              | Kirsten Flipkens                                 | 2.455                                            | 21(20)                                           |
| 20ª                                              | Sorana Cîrstea                                   | 2.170                                            | 25                                               |

| Ranking final de simples (4 de novembro de 2013) | Ranking final de simples (4 de novembro de 2013) | Ranking final de simples (4 de novembro de 2013) | Ranking final de simples (4 de novembro de 2013) | Ranking final de simples (4 de novembro de 2013) | Ranking final de simples (4 de novembro de 2013) | Ranking final de simples (4 de novembro de 2013) | Ranking final de simples (4 de novembro de 2013) | Ranking final de simples (4 de novembro de 2013) |
| Pos.                                             | Jogadora                                         | Idade                                            | Pontos                                           | Torneios                                         | Pos. '12                                         | Maior                                            | Menor                                            | Variação                                         |
| ------------------------------------------------ | ------------------------------------------------ | ------------------------------------------------ | ------------------------------------------------ | ------------------------------------------------ | ------------------------------------------------ | ------------------------------------------------ | ------------------------------------------------ | ------------------------------------------------ |
| 1ª                                               | Serena Williams                                  | 32                                               | 13.260                                           | 17                                               | 3ª                                               | 1ª                                               | 3ª                                               | 2                                                |
| 2ª                                               | Victoria Azarenka                                | 24                                               | 8.046                                            | 16                                               | 1ª                                               | 1ª                                               | 3ª                                               | 1                                                |
| 3ª                                               | Li Na                                            | 31                                               | 6.045                                            | 18                                               | 7ª                                               | 3ª                                               | 6ª                                               | 4                                                |
| 4ª                                               | Maria Sharapova                                  | 26                                               | 5.891                                            | 15                                               | 2ª                                               | 2ª                                               | 4ª                                               | 2                                                |
| 5ª                                               | Agnieszka Radwańska                              | 24                                               | 5.875                                            | 21                                               | 4ª                                               | 4ª                                               | 5ª                                               | 1                                                |
| 6ª                                               | Petra Kvitová                                    | 23                                               | 4.775                                            | 23                                               | 8ª                                               | 6ª                                               | 11ª                                              | 2                                                |
| 7ª                                               | Sara Errani                                      | 26                                               | 4.435                                            | 22                                               | 6ª                                               | 5ª                                               | 8ª                                               | 1                                                |
| 8ª                                               | Jelena Janković                                  | 28                                               | 4.170                                            | 20                                               | 22ª                                              | 8ª                                               | 26ª                                              | 14                                               |
| 9ª                                               | Angelique Kerber                                 | 25                                               | 3.965                                            | 23                                               | 5ª                                               | 5ª                                               | 10ª                                              | 4                                                |
| 10ª                                              | Caroline Wozniacki                               | 23                                               | 3.520                                            | 23                                               | 10ª                                              | 8ª                                               | 11ª                                              | Estável                                          |
| 11ª                                              | Simona Halep                                     | 22                                               | 3.335                                            | 24                                               | 47ª                                              | 11ª                                              | 65ª                                              | 36                                               |
| 12ª                                              | Sloane Stephens                                  | 20                                               | 3.185                                            | 22                                               | 38ª                                              | 11ª                                              | 38ª                                              | 26                                               |
| 13ª                                              | Marion Bartoli                                   | 29                                               | 3.172                                            | 18                                               | 11ª                                              | 7ª                                               | 15ª                                              | 2                                                |
| 14ª                                              | Roberta Vinci                                    | 30                                               | 3.170                                            | 25                                               | 16ª                                              | 11ª                                              | 17ª                                              | 2                                                |
| 15ª                                              | Sabine Lisicki                                   | 24                                               | 2.920                                            | 20                                               | 37ª                                              | 14ª                                              | 52ª                                              | 22                                               |
| 16ª                                              | Ana Ivanović                                     | 25                                               | 2.850                                            | 22                                               | 13ª                                              | 12ª                                              | 17ª                                              | 3                                                |
| 17ª                                              | Carla Suárez Navarro                             | 25                                               | 2.735                                            | 26                                               | 34ª                                              | 14ª                                              | 34ª                                              | 17                                               |
| 18ª                                              | Samantha Stosur                                  | 29                                               | 2.675                                            | 24                                               | 9ª                                               | 9ª                                               | 20ª                                              | 9                                                |
| 19ª                                              | Maria Kirilenko                                  | 26                                               | 2.640                                            | 19                                               | 14ª                                              | 10ª                                              | 20ª                                              | 5                                                |
| 20ª                                              | Kirsten Flipkens                                 | 27                                               | 2.495                                            | 23                                               | 54ª                                              | 13ª                                              | 54ª                                              | 34                                               |

#### Número 1 do mundo
| Jogadora          | Ganhou o posto | Perdeu o posto |
| ----------------- | -------------- | -------------- |
| Victoria Azarenka | antes de 2013  | 17/02/2013     |
| Serena Williams   | 18/02/2013     | depois de 2013 |

### Duplas
| Corrida final de duplas (21 de outubro de 2013) | Corrida final de duplas (21 de outubro de 2013) | Corrida final de duplas (21 de outubro de 2013) | Corrida final de duplas (21 de outubro de 2013) |
| Pos.                                            | Dupla                                           | Pontos                                          | Torneios                                        |
| ----------------------------------------------- | ----------------------------------------------- | ----------------------------------------------- | ----------------------------------------------- |
| 1ª                                              | Sara Errani Roberta Vinci                       | 7.415                                           | 14                                              |
| 2ª                                              | Hsieh Su-wei Peng Shuai                         | 6.245                                           | 13                                              |
| 3ª                                              | Nadia Petrova Katarina Srebotnik                | 6.155                                           | 10                                              |
| 4ª                                              | Ekaterina Makarova Elena Vesnina                | 5.971                                           | 14                                              |
| 5ª                                              | Ashleigh Barty Casey Dellacqua                  | 4.621                                           | 6                                               |
| 6ª                                              | Andrea Hlaváčková Lucie Hradecká                | 4.408                                           | 12                                              |
| 7ª                                              | Anna-Lena Grönefeld Květa Peschke               | 4.390                                           | 19                                              |
| 8ª                                              | Lucie Šafářová Anastasia Pavlyuchenkova         | 3.050                                           | 14                                              |
| 9ª                                              | Raquel Kops-Jones Abigail Spears                | 2.990                                           | 26                                              |
| 10ª                                             | Anastasia Rodionova Alla Kudryavtseva           | 2.285                                           | 12                                              |

| Ranking final de duplas (4 de novembro de 2013) | Ranking final de duplas (4 de novembro de 2013) | Ranking final de duplas (4 de novembro de 2013) | Ranking final de duplas (4 de novembro de 2013) | Ranking final de duplas (4 de novembro de 2013) | Ranking final de duplas (4 de novembro de 2013) | Ranking final de duplas (4 de novembro de 2013) |
| Pos.                                            | Jogadora                                        | Idade                                           | Pontos                                          | Torneios                                        | Pos. '12                                        | Variação                                        |
| ----------------------------------------------- | ----------------------------------------------- | ----------------------------------------------- | ----------------------------------------------- | ----------------------------------------------- | ----------------------------------------------- | ----------------------------------------------- |
| 1ª                                              | Sara Errani                                     | 26                                              | 8.080                                           | 15                                              | 2ª                                              | 1                                               |
| 1ª                                              | Roberta Vinci                                   | 30                                              | 8.080                                           | 15                                              | 1ª                                              | Estável                                         |
| 3ª                                              | Hsieh Su-wei                                    | 27                                              | 7.815                                           | 23                                              | 25ª                                             | 22                                              |
| 4ª                                              | Peng Shuai                                      | 27                                              | 7.815                                           | 15                                              | 56ª                                             | 52                                              |
| 5ª                                              | Elena Vesnina                                   | 27                                              | 7.220                                           | 14                                              | 9ª                                              | 4                                               |
| 6ª                                              | Katarina Srebotnik                              | 32                                              | 7.145                                           | 22                                              | 16ª                                             | 10                                              |
| 7ª                                              | Ekaterina Makarova                              | 25                                              | 7.021                                           | 12                                              | 11ª                                             | 4                                               |
| 8ª                                              | Nadia Petrova                                   | 31                                              | 6.565                                           | 15                                              | 5ª                                              | 3                                               |
| 9ª                                              | Sania Mirza                                     | 26                                              | 5.565                                           | 21                                              | 12ª                                             | 3                                               |
| 10ª                                             | Casey Dellacqua                                 | 28                                              | 5.456                                           | 11                                              | 67ª                                             | 57                                              |
| 11ª                                             | Andrea Hlaváčková                               | 27                                              | 5.330                                           | 19                                              | 3ª                                              | 8                                               |
| 12ª                                             | Ashleigh Barty                                  | 17                                              | 5.095                                           | 13                                              | 172ª                                            | 160                                             |
| 13ª                                             | Cara Black                                      | 34                                              | 4.740                                           | 21                                              | 624ª                                            | 611                                             |
| 14ª                                             | Lucie Hradecká                                  | 28                                              | 4.730                                           | 17                                              | 4ª                                              | 10                                              |
| 15ª                                             | Anna-Lena Grönefeld                             | 28                                              | 4.390                                           | 22                                              | 18ª                                             | 3                                               |
| 16ª                                             | Květa Peschke                                   | 38                                              | 4.390                                           | 20                                              | 17ª                                             | 1                                               |
| 17ª                                             | Zheng Jie                                       | 30                                              | 3.680                                           | 17                                              | 19ª                                             | 2                                               |
| 18ª                                             | Lucie Šafářová                                  | 26                                              | 3.620                                           | 18                                              | 59ª                                             | 41                                              |
| 19ª                                             | Kristina Mladenovic                             | 20                                              | 3.430                                           | 22                                              | 28ª                                             | 9                                               |
| 20ª                                             | Jelena Janković                                 | 28                                              | 3.300                                           | 16                                              | 304ª                                            | 284                                             |

#### Número 1 do mundo
| Jogadora                  | Ganhou o posto | Perdeu o posto |
| ------------------------- | -------------- | -------------- |
| Roberta Vinci             | antes de 2013  | 28/04/2013     |
| Sara Errani Roberta Vinci | 29/04/2013     | depois de 2013 |

## Distribuição de pontos
A distribuição de pontos para a temporada de 2013 foi definida:
| Categoria                           | T      | F      | SF  | QF                                                | R16                                               | R32                                               | R64                                               | R128                                              | Q                                                 | Q3                                                | Q2                                                | Q1                                                |
| ----------------------------------- | ------ | ------ | --- | ------------------------------------------------- | ------------------------------------------------- | ------------------------------------------------- | ------------------------------------------------- | ------------------------------------------------- | ------------------------------------------------- | ------------------------------------------------- | ------------------------------------------------- | ------------------------------------------------- |
| Grand Slam (S)                      | 2000   | 1400   | 900 | 500                                               | 280                                               | 160                                               | 100                                               | 5                                                 | 60                                                | 50                                                | 40                                                | 2                                                 |
| Grand Slam (D)                      | 2000   | 1400   | 900 | 500                                               | 280                                               | 160                                               | 5                                                 | –                                                 | 48†                                               | –                                                 | –                                                 | –                                                 |
| WTA Championships (S)               | 810+FG | 360+FG | FG  | Round robin (FG): 160 por vitória + 70 por jogo   | Round robin (FG): 160 por vitória + 70 por jogo   | Round robin (FG): 160 por vitória + 70 por jogo   | Round robin (FG): 160 por vitória + 70 por jogo   | Round robin (FG): 160 por vitória + 70 por jogo   | Round robin (FG): 160 por vitória + 70 por jogo   | Round robin (FG): 160 por vitória + 70 por jogo   | Round robin (FG): 160 por vitória + 70 por jogo   | Round robin (FG): 160 por vitória + 70 por jogo   |
| WTA Championships (D)               | 1500   | 1050   | 690 | –                                                 | –                                                 | –                                                 | –                                                 | –                                                 | –                                                 | –                                                 | –                                                 | –                                                 |
| Torneio das Campeãs (S)             | 195+FG | 75+FG  | FG  | Fase de grupos (FG): 35 por vitória + 25 por jogo | Fase de grupos (FG): 35 por vitória + 25 por jogo | Fase de grupos (FG): 35 por vitória + 25 por jogo | Fase de grupos (FG): 35 por vitória + 25 por jogo | Fase de grupos (FG): 35 por vitória + 25 por jogo | Fase de grupos (FG): 35 por vitória + 25 por jogo | Fase de grupos (FG): 35 por vitória + 25 por jogo | Fase de grupos (FG): 35 por vitória + 25 por jogo | Fase de grupos (FG): 35 por vitória + 25 por jogo |
| WTA Premier Mandatory (96S, 48Q)    | 1000   | 700    | 450 | 250                                               | 140                                               | 80                                                | 50                                                | 5                                                 | 30                                                | –                                                 | 20                                                | 1                                                 |
| WTA Premier Mandatory (64/60S, 32Q) | 1000   | 700    | 450 | 250                                               | 140                                               | 80                                                | 5                                                 | –                                                 | 30                                                | –                                                 | 20                                                | 1                                                 |
| WTA Premier Mandatory (28/32D)      | 1000   | 700    | 450 | 250                                               | 140                                               | 5                                                 | –                                                 | –                                                 | –                                                 | –                                                 | –                                                 | –                                                 |
| WTA Premier 5 (56S, 64Q)            | 900    | 620    | 395 | 225                                               | 125                                               | 70                                                | 1                                                 | –                                                 | 30                                                | 20                                                | 12                                                | 1                                                 |
| WTA Premier 5 (56S, 48/32Q)         | 900    | 620    | 395 | 225                                               | 125                                               | 70                                                | 1                                                 | –                                                 | 30                                                | 20                                                | –                                                 | 1                                                 |
| WTA Premier 5 (28D)                 | 900    | 620    | 395 | 225                                               | 125                                               | 1                                                 | –                                                 | –                                                 | –                                                 | –                                                 | –                                                 | –                                                 |
| WTA Premier 5 (16D)                 | 900    | 620    | 395 | 225                                               | 1                                                 | –                                                 | –                                                 | –                                                 | –                                                 | –                                                 | –                                                 | –                                                 |
| WTA Premier (56S)                   | 470    | 320    | 200 | 120                                               | 60                                                | 40                                                | 1                                                 | –                                                 | 12                                                | –                                                 | 8                                                 | 1                                                 |
| WTA Premier (32S)                   | 470    | 320    | 200 | 120                                               | 60                                                | 1                                                 | –                                                 | –                                                 | 20                                                | 12                                                | 8                                                 | 1                                                 |
| WTA Premier (16D)                   | 470    | 320    | 200 | 120                                               | 1                                                 | –                                                 | –                                                 | –                                                 | –                                                 | –                                                 | –                                                 | –                                                 |
| WTA International (56S)             | 280    | 200    | 130 | 70                                                | 30                                                | 15                                                | 1                                                 | –                                                 | 10                                                | –                                                 | 6                                                 | 1                                                 |
| WTA International (32S, 32Q)        | 280    | 200    | 130 | 70                                                | 30                                                | 1                                                 | –                                                 | –                                                 | 16                                                | 10                                                | 6                                                 | 1                                                 |
| WTA International (32S, 16Q)        | 280    | 200    | 130 | 70                                                | 30                                                | 1                                                 | –                                                 | –                                                 | 10                                                | –                                                 | 6                                                 | 1                                                 |
| WTA International (16D)             | 280    | 200    | 130 | 70                                                | 1                                                 | –                                                 | –                                                 | –                                                 | –                                                 | –                                                 | –                                                 | –                                                 |

† Aplicável somente ao Torneio de Wimbledon, que possui chave qualificatória de duplas.

## Aposentadorias e retornos
Notáveis tenistas (campeãs de pelo menos um torneio do circuito WTA e/ou top 100 no ranking de simples ou duplas por pelo menos uma semana) que anunciaram o fim de suas carreiras profissionais ou que, já aposentadas, retornaram ao circuito durante a temporada de 2013:

### Aposentadorias
Legenda:
- (V) vencedora; (F) finalista; (SF) semifinalista: (QF) quadrifinalista; (#R) derrotada na #ª fase da chave principal; (Q#) derrotada na #ª fase do qualificatório;

- (AO) Australian Open; (RG) Roland Garros; (WC) Wimbledon; (USO) US Open;

- (S) simples; (D) duplas; (DM) duplas mistas.

| 49ª | S | 13/09/2010 |

| 3R | AO | 2005 2010 | S |
| 3R | WC | 2002      | S |
| 3R | DM | 2002      |   |

| 7ª  | S | 30/01/2012 |
| 15ª | D | 05/07/2004 |

| 8 | S |
| 3 | D |

| V | WC | 2013 | S |

| 19ª | S | 06/10/1997 |
| 9ª  | D | 06/07/1998 |

| 6 | S |
| 9 | D |

| SF | USO | 1993 | D |

| 65ª | S | 09/08/2010 |

| 2R | AO | 2010 | D |
| 2R | WC | 2006 | S |

| 34ª | S | 05/02/2007 |
| 85ª | D | 25/06/2007 |

| QF | WC | 2006 | S |

| 5ª  | S | 10/09/2007 |
| 53ª | D | 06/08/2007 |

| 8 | S |

| SF | USO | 2007 | S |

| 39ª | S | 17/04/2006 |
| 41ª | D | 23/06/2008 |

| 1 | S |
| 5 | D |

| QF | RG | 2004 | D |

| 79ª | D | 22/04/2002 |

| 2R | AO | 2002 | D |
| 2R | RG | 2002 | D |

| 52ª | S | 03/04/2006 |

| 2 | D  |
| 1 | DM |

| V | USO | 2009 | DM |

| 48ª | S | 23/02/2009 |
| 94ª | D | 18/04/2011 |

| 3R | USO | 2008 | S |

| 65ª | S | 03/05/2010 |

| 3R | WC | 2009 2010 | S |

| 66ª | D | 07/07/2008 |

| 1 | D |

| 3R | WC | 2008 | D |

| 35ª | S | 06/06/2005 |
| 5ª  | D | 02/11/2009 |

| 2  | S |
| 16 | D |

| SF | RG  | 2009 2013           | S |
| SF | USO | 2008 2009 2011 2012 | D |

| 76ª | D | 21/02/2011 |

| 2R | AO | 2011      | D |
| 2R | RG | 2007 2008 | D |
| 2R | WC | 2011      | D |

| 99ª | S | 12/02/2007 |

| Q3 | RG  | 2008 | S |
| Q3 | WC  | 2011 | S |
| Q3 | USO | 2010 | S |

| 38ª | S | 11/07/2011 |

| 3R | RG | 2011 | S |

| 33ª | D | 06/05/2013 |

| 3R | AO | 2000 | D  |
| 3R | WC | 2013 | DM |

| 74ª | S | 09/02/2004 |

| 2R | AO | 2006 2007 | S |
| 2R | RG | 2003 2006 | S |

| 54ª | D | 19/04/2010 |

| 2R | AO  | 2010 | D |
| 2R | USO | 2009 | D |

| 82ª | S | 10/09/2007 |

| 3R | USO | 2007 | S |

| 36ª | S | 31/01/2011 |

| 1 | S |

| 4R | AO | 2011 | S |

| 99ª | S | 02/02/2009 |

| QF | WC | 2007 | DM |

| 13ª | S | 14/04/2008 |
| 22ª | D | 24/09/2007 |

| 5 | S |
| 2 | D |

| SF | USO | 2007 | D |

| 85ª | S | 04/04/1994 |

| 1 | D |

| 3R | AO | 1994 | S |

| 85ª | D | 04/05/2009 |

| 2R | RG | 2007 2008 | D |

| 76ª | D | 12/04/2010 |

| 2R | USO | 2004 2008 | D |

### Retornos
Legenda:
- (V) vencedora; (F) finalista; (SF) semifinalista: (QF) quadrifinalista; (#R) derrotada na #ª fase da chave principal; (Q#) derrotada na #ª fase do qualificatório;

- (AO) Australian Open; (RG) Roland Garros; (WC) Wimbledon; (USO) US Open;

- (S) simples; (D) duplas; (DM) duplas mistas.

| 1ª | S | 31/03/1997 |
| 1ª | D | 08/06/1998 |

| 15 | S  |
| 12 | D  |
| 1  | DM |

| V | AO                  | 1997 1998 1999 | S |
| V | 1997 1998 1999 2002 | D              |   |
| V | 2006                | DM             |   |
| V | RG                  | 1998 2000      | D |
| V | WC                  | 1997           | S |
| V | 1996 1998           | D              |   |
| V | USO                 | 1997           | S |
| V | 1998                | D              |   |

## Prêmios
Os vencedores do WTA Awards de 2013 foram anunciados no final da temporada.
- Jogadora do ano:  Serena Williams;
- Dupla do ano:  Sara Errani /  Roberta Vinci;
- Jogadora que mais evoluiu:  Simona Halep;
- Revelação do ano:  Eugenie Bouchard;
- Retorno do ano:  Alisa Kleybanova.

- Peachy Kellmeyer Player Service:  Venus Williams;
- Esportividade Karen Krantzcke:  Petra Kvitová;
- Jerry Diamond Aces:  Victoria Azarenka.

Torneios do ano:
- WTA Premier:  Indian Wells;
- WTA International:  Acapulco.

Favoritos do torcedor:
- Jogadora:  Agnieszka Radwańska;
- Dupla:  Ekaterina Makarova /  Elena Vesnina ;

- Jogada do ano:  Agnieszka Radwańska nas quartas de final de Miami (Agnieszka Radwanska 2013 Sony Open Tennis Hot Shot);
- Jogo do ano:  Maria Sharapova vs.  Victoria Azarenka, pelas semifinais de Torneio de Roland Garros;
- Jogo do Grand Slam do ano:  Maria Sharapova vs.  Victoria Azarenka, pelas semifinais de Torneio de Roland Garros;

- Facebook:  Maria Sharapova (página);
- Twitter:  Maria Sharapova (página);
- Vídeo: WTA 40 LOVE Story presented by Xerox | Episode 10: 2013 - 40th Anniversary of the WTA;
- Live: WTA Live All Access Hour presented by Xerox | 2013 Western & Southern Open.